# Gennadi Gennadjewitsch Timofejew
Gennadi Gennadjewitsch Timofejew (russisch Геннадий Геннадьевич Тимофеев; * 24. Juni 1963 in Leningrad) ist ein ehemaliger russischer Fußballspieler.
Im Laufe seiner Karriere stand Timofejew unter anderem bei Zenit Leningrad (heute Sankt Petersburg), Dinamo Suchumi, Druschba Maikop sowie zuletzt bei FK Dynamo Sankt Petersburg unter Vertrag. Mit Zenit, wo er den Großteil seiner Karriere verbrachte, konnte der Abwehrspieler 1984 sowjetischer Meister werden.